# Mer de Kara
Pour les articles homonymes, voir Kara.
La mer de Kara (en russe : Ка́рское мо́ре) est une mer bordière de l'océan Arctique, située à l'est de la mer de Barents à laquelle elle est reliée par les détroits de Kara et de Matotchkine. Elle inclut notamment les golfes de l'Ob et de l'Iénissei. La Nouvelle-Zemble et l'île Vaïgatch séparent la mer de Kara à l'ouest de la mer de Barents. La péninsule de Taïmyr et l'archipel de la terre du Nord la séparent à l'est de la mer des Laptev.
La mer de Kara mesure approximativement 1 450 kilomètres de long sur 970 kilomètres de large, avec une surface d'environ 880 000 km2 ; sa profondeur moyenne est de 110 m.
La mer de Kara reçoit une grande quantité d'eau douce de l'Ob, de l'Ienisseï, de la Piassina, et du Taïmyr, ce qui rend sa salinité très variable.
Ses ports principaux sont Novy Port, dans le golfe de l'Ob, et Dikson. Il existe une importante activité de pêche, bien que la mer soit recouverte de glace dix mois sur douze. La présence d'importantes réserves de pétrole ou de gaz naturel sous la mer est présumée, mais cela reste à vérifier. En 2012, ExxonMobil et Rosneft ont signé un accord de coopération pour l'exploration et l'exploitation pétrolière, une première découverte importante, nommée Pobeda a été réalisée en 2014.

## Géographie

### Délimitation
L'Organisation hydrographique internationale définit les limites de la mer de Kara de la façon suivante : 
- À l'ouest : du cap Kohlsaat (mys Kol'zat)(81° 00′ 45″ N, 65° 23′ 13″ E), sur l'île Graham Bell, au cap Jelania ; les côtes ouest et sud-ouest de la Nouvelle-Zemble jusqu'au cap Koussov Nos (mys Koussov Nos) (70° 28′ 16″ N, 57° 07′ 45″ E) ; puis de là, la ligne aboutissant au cap de l'entrée ouest de la baie Dolgaïa (70° 15′ 24″ N, 58° 25′ 26″ E) sur l'île Vaïgatch ; puis à travers l'île Vaïgatch jusqu'au cap Greben ; et de là au cap Bely Nos  (69° 35′ 58″ N, 60° 11′ 45″ E) sur la terre ferme.
- Au nord : depuis le cap Kohlsaat au cap Arctique (mys Arkticheskiy)  (81° 16′ 16″ N, 95° 47′ 05″ E) (extrémité septentrionale de la terre du Nord sur l'île Komsomolets).
- À l'est : depuis le cap Arctique (anciennement cap Molotov), sur l'île Komsomolets, jusqu'à son cap sud-est ; de là au cap Vorochilov (mys Vorochilova), puis à travers l'île de la Révolution-d'Octobre jusqu'au cap Anoutchine (mys Anoutchina) (79° 39′ 45″ N, 100° 21′ 24″ E); de là au cap Peschanyy (79° 25′ 04″ N, 102° 31′ 00″ E) (anciennement cap Unszlicht)  sur l'île Bolchevique, à travers l'île Bolchevique jusqu'au cap Ievguenov  ; de là au cap Prontchichtchev (mys Pronchishcheva) (77° 32′ 58″ N, 105° 56′ 12″ E) sur la terre ferme.

### Îles

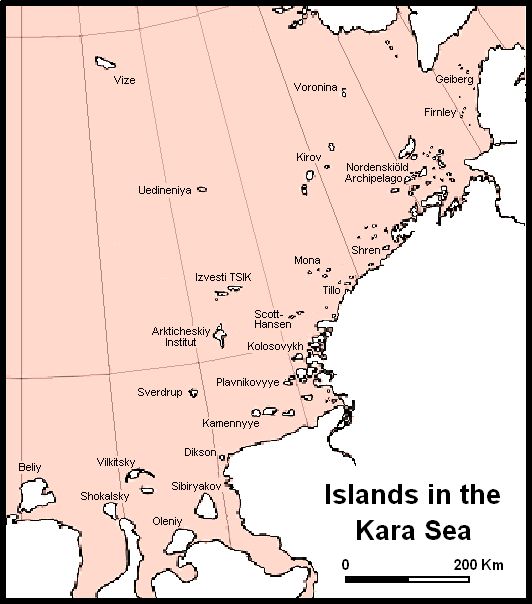
Principales îles et archipels dans les régions centrale et orientale de la mer de Kara.

Il existe de nombreuses îles et archipels de la mer de Kara. Contrairement aux autres mers bordières de l'Arctique, où la plupart des îles se trouvent le long des côtes, dans la mer de Kara de nombreuses îles, comme les îles de l'Institut Arctique, les îles Izvestia TsIK, les îles Kirov, l'île de la Solitude, et l'île Voronine sont situées en mer ouverte dans sa région centrale. Au sud-ouest se trouvent les îles Severny et Ioujny, terres majeures de la  Nouvelle-Zemble et plus importantes îles de la mer de Kara, ainsi que l'île Vaïgatch. Au nord-est se trouvent les îles Schmidt, Komsomolets, Pionnier, de la Révolution-d'Octobre et Bolchevique, qui sont intégrées dans l'archipel connu sous le nom de terre du Nord, dont la majeure partie (ainsi que tous les détroits attenants) figure en mer de Kara. Au nord se situent les îles Wiese et Ouchakov.
En dehors des îles précédemment citées, on peut indiquer l'archipel Nordenskiöld, un important ensemble d'îles comportant cinq grands sous-groupes et plus de quatre-vingt dix îles. Parmi les autres îles remarquables dans la mer de Kara figurent l'île Bely, l'île Dickson, l'île Taïmyr, les îles Kamennye et l'île Oleni.

### Déchets notables
La mer de Kara a servi à la Marine soviétique qui y a déposé les compartiments irradiés du sous-marin nucléaire lanceur d'engins K-19.

## Voir aussi

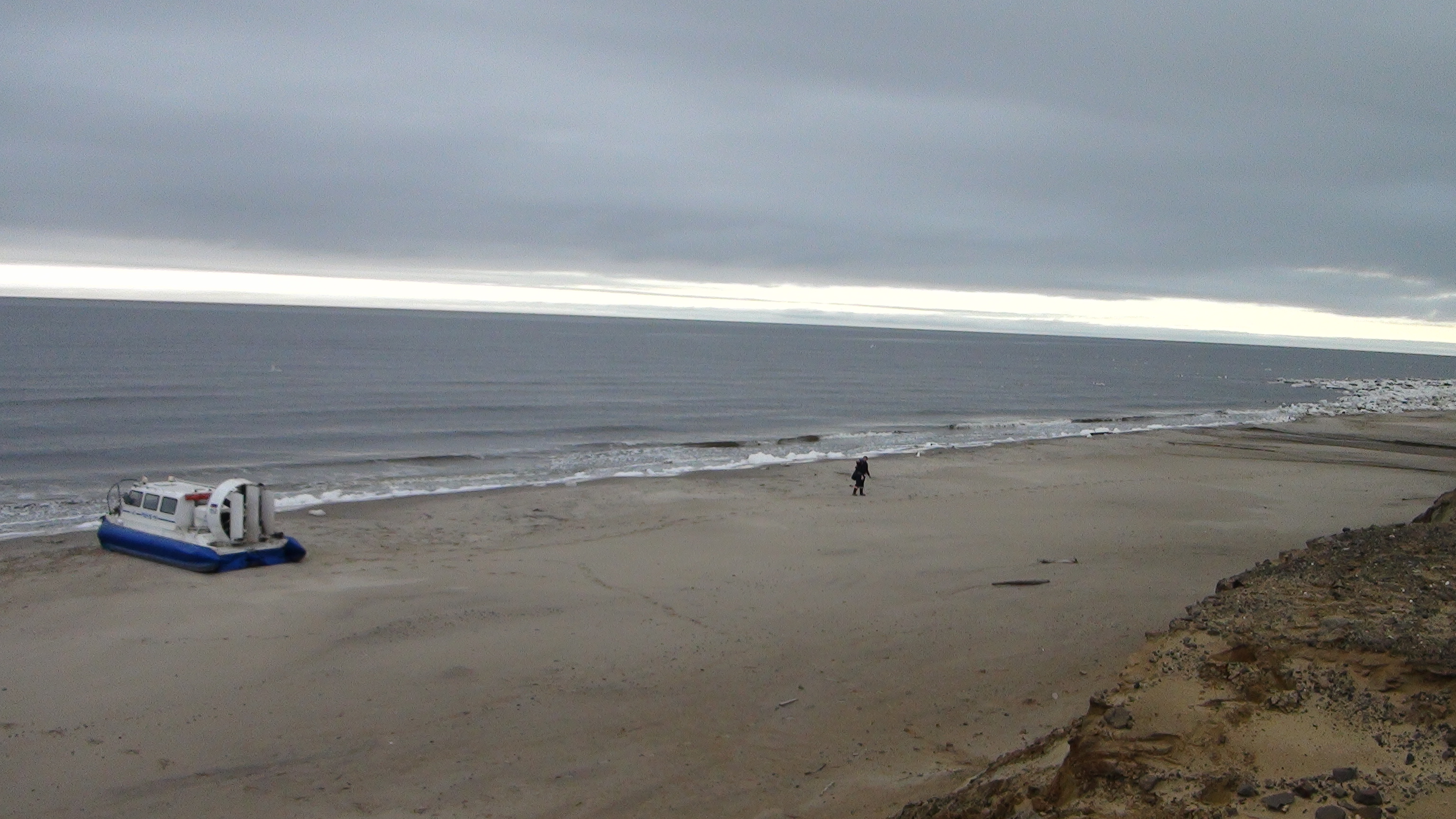
Hovercraft Hivus-10 sur les rives de la mer de Kara.